# طبيب نفسي
الطبيب النفسي هو طبيب مختص في الطب النفسي ولديه شهادة جامعية في علاج الاضطرابات النفسية. يُدرَّب جميع الأطباء النفسيين في التقييم التشخيصي والعلاج النفسي. الطبيب النفسي هو واحد من القليلين من اختصاصي الصحة النفسية الذين قد يصفوا أدوية للأمراض النفسية على أنها جزءًا من تقييمه للمريض، وان يجري الفحوص البدنية وطلب وتفسير الاختبارات المعملية ورسم كهرباء المخ، ويجوز له أن يطلب الدراسات التصويرية للدماغ مثل التصوير الطبقي المحوسب أو التصوير الطبقي المحوسب المحوري، والتصوير بالرنين المغنطيسي، وتصوير طبقي لمسح انبعاث البوزيترون.

## الطب النفسي في العالم المهني
الأطباء النفسيين هم أطباء (بكالوريوس طب وجراحة، دكتوراه في الطب، دكتوراه في الطب التقييمي، الخ) وكذلك في المصطلح الجديد في الصحة النفسية، ادرج الاختصاصيين في النفس الطبي السريري Medical Clinical Psychologists والمنبثق عن علم النفس الاكلينيكي دكتوراه في علم النفس المتخصصون في علاج الأمراض النفسية الممارسون في المجال الصحي، بحيث يحق لهم كغيرهم من الاطباء النفسيين باستخدام صرف الادوية، ونهج الطب الحيوي في الاضطرابات النفسية، بما في ذلك العلاج النفسي في مجال الصحة العقلية، وقد تم تأهيلهم تأهيلا طبيا كاملا، وذلك نظرا لقصور كليات الطب في عدم تخريجها اطباء عموم، مؤهلون للتقييم والفحص وعلاج الامراض النفسية، بينما فقط الأطباء النفسيين الذين اكملوا دراسة الطب، وتطلب منهم لمن يرغب استكمال دراسة الاختصاص في الطب النفسي وحازوا على شهادة الاختصاص النفسي لمدة تدريبية تتراوح بين 4-5 سنوات اضافية لما بعد الطب العام، وأخذوا تدريب على الأدوية النفسية والتقييم والفحص ونماذج المعالجة، ولكن يبقى هذا الاختصاص في الطب النفسي محدود العدد عالميا وعربيا، مما يشكل ازمة وخلل في بنية المجال الصحي النفسي والخدمات النفسية الصحية، بسبب قلة الاطباء النفسيين بالنسبة إلى معدل عدد السكان، مما استدعى ذلك، إلى تأهيل بعض السيكولوجيين العاملين في المجال الصحي، تأهيلا طبيا ونفسيا كاملا لسد النقص والعجز التأهيلي الذي انتجته كليات الطب في مرحلة البكالوريوس بسبب استخدام «النموذج البيو طبي» وقصوره.
في حين ان الاختصاصيين النفسيين يمارسوا نظريا وتدريبا على «النموذج البيو نفسي اجتماعي» لشموليته وفاعليته في الصحة النفسية والمرض، وكون الكليات النفسية تركز على المجال النفسي منذ سنواته الأولى في مرحلة البكالوريوس وحتى اخر شهادة عليا تأهيلية مما يكسبه نوع من التفوق في مجال الصحة النفسية ومن خلال إضافة متطلب الخلفية الطبية المركزة على العلوم النظرية والممارسة التدريبية التطبيقية، وذلك كعلم نفسي طبي جديد «نفس طبي» بعكس المصطلح «الطب النفسي» التقليدي، وذلك فقط للتمييز بين المصطلحين. وأساس منبع هذا الاختصاص في الولايات المتحدة الأمريكي، وللاسف إلى الآن لايوجد في الدول العربية هذا الاختصاص الجديد ويعتبر نادرا، مع توجه بعض الجامعات العربية حاليا إلى ادخاله في بنيتها التعليمية، وتدريسه وادخاله ضمن مجالات الاختصاصات الصحية النفسية في كليات العلوم النفسية السريرية، وتوصيفه مهنيا.

### التخصصات الدقيقة
بعض ممارسي الطب النفسي يتخصصون في مساعدة فئات عمرية معينة. الأطباء النفسيين للأطفال والمراهقين يعملون مع الأطفال والمراهقين في معالجة المشاكل النفسية. أولئك الذين يعملون مع المسنين يدعوا أطباءالمسنين النفسيين. اولئك الذين يمارسون الطب النفسي في أماكن العمل يسموا الأطباء النفسيين المنظيميين والمهنيبن في الولايات المتحدة (علم النفس المهني هو الاسم الذي يستخدم لمعظم الانضباط مماثلة في المملكة المتحدة). الأطباء النفسيين الذين يعملون في قاعة المحكمة وتقديم التقارير إلى القاض وهيئة محلفين، في القضايا المعروضة على المحاكم الجنائية والمدنية، يسمون طبيب النفسي شرعي، الذين أيضا يعالجون المجرمين المختلين عقليا والمرضى الآخرين الذين تفرض حالتهم ان يعالجوت في وحدات آمنة.
الأطباء النفسيين الأخرين وأخصائيي الصحة العقلية في مجال الطب النفسي يمكن أيضا ان يتخصصوا في علم الادوية النفسية، علم الوراثة النفسية، التشخيص التصويري للأعصاب، طب النوم، طب الألم، الطب التلطيف، اضطرابات الطعام، الاضطرابات الجنسية، صحة المرأة، التدخل المبكرفي الذهان، اضطرابات المزاج واضطرابات القلق (بما في ذلك الوسواس القهري، واضطراب ضغط ما بعد الصدمة).

## المتطلبات المهنية
عادة المتطلبات ليصبح طبيب نفسي هي جوهريه ولكنها تختلف من بلد إلى بلد.
في الولايات المتحدة وكندا الواحد يجب أولا ان يكمل درجة البكالوريوس، أو في كيبيك إتمام دورة دراسية ما قبل الطب فيCégep  يمكن للطلاب عادة ما تقرير أي التخصصات التي يختارونها، ولكن يجب عليهم الانخراط في دورات محددة، وعادة ما ترد في برنامج ما قبل الطب.  ثم يجب على المرء أن يتقدم إلى ويحضر 4 سنوات من كلية الطب من أجل كسب دكتوراه في الطب أو دكتوراه في الطب التقييمي ولاستكمال تعليمهم الطبي.  بعد هذا، يجب على الفرد الممارسة باعتباره طبيب نفسي مقيم لأربع سنوات أخرى (خمس سنوات في كندا). هذه الفترة الاضافيه تسمح بالتدريب الشامل الذي يشمل التشخيص، علم الادوية النفسية، أمور الرعاية الطبية، والعلاج النفسي. جميع الإقامات للطب النفسي المعتمده في الولايات المتحدة تحتاج إلى إجادة في العلاج النفسي السلوكي المعرفي، المختصر، النفس-الديناميكي والداعم. الأطباء النفسيّن المقيمين غالبا مطلوب منهم إكمال ما لا يقل عن أربعة أشهر دراسات عليا في الطب الداخلي أو طب الأطفال وشهرين في طب الأمراض العصبية خلال سنتهم الأولى. بعد استكمال تدريبهم، يجري الأطباء النفسيّن امتحان مكتوب ثم امتحان شفوي أمام لجنه. الكمية الإجماليه للوقت اللازم لإكمال عمل ما بعد البكالوريا في مجال الطب النفسي في الولايات المتحدة عادة 8 سنوات من التدريب.
في المملكة المتحدة، وجمهورية أيرلندا، وأجزاء أخرى من العالم، لا بد من إكمال درجه طبية. هذه الدرجات غالبا ما تختصر MB BChir, MB BCh, MB ChB BM BS, أو MB BS. بعد هذا، الفرد سوف يعمل بوصفه موظف تأسيس البيت لمدة سنتين إضافيتين في المملكة المتحدة، أو سنة واحدة كمتدرب في جمهورية أيرلندا من أجل تحقيق التسجيل كممارس طب أساسي. بعد هذا، يمكن أن يبدأ التدريب في مجال الطب النفسي، وهو يؤخذ على جزأين: تدريب أخصائي أساسي في السنوات الثلاث الأولى والمتدربين يجروا امتحان MRCPsych (ما يعادل امتحان لجنه ABPN). المرحلة الثانية من التدريب هو التدريب أخصائي أعلى، يشار إليه باسم "ST4 - 6" في المملكة المتحدة و«تدريب المسجل الكبير» في أيرلندا. المرشحين الحاصلين على درجة MRCPsych والتدريب الأساسي الكامل يجب أن يقوموا بإعادة مقابلة للتدريب المتخصص الأعلى. في هذه المرحلة، تتم تنمية المصالح المختصه مثل الطب الشرعي، وطب الأطفال والمراهقين. في نهاية 3 سنوات من التدريب المتخصص العالي، يمنح المرشحون CCT (المملكة المتحدة) أو CCST (أيرلندا)، وكلاهما يعنيان شهادة إتمام التدريب (أخصائي).Certificate of Completion of (Specialist) Training في هذه المرحلة، يمكن للطبيب النفساني التسجيل كمتخصص ومؤهلات CC(S)T معترف بها في جميع دول الاتحاد الأوروبي / المنطقة الاقتصادية الأوروبية. على هذا النحو، التدريب في المملكة المتحدة وأيرلندا يأخذ وقتا أطول بكثير مما في الولايات المتحدة أو كندا، وكثيرا ما يستغرق نحو 8-9 سنوات بعد التخرج من كلية الطب.
الحاصلون على CC(S)T سيكونوا قادرين على التقدم للحصول على وظيفة مستشار. الذين تلقوا تدريبا من خارج الاتحاد الأوروبي / المنطقة الاقتصادية الأوروبية ينبغي ان يستشيروا المجالس المحلية الطبية لمراجعة مؤهلاتهم والأهلية للحصول على اعتراف مكافئ (على سبيل المثال، الحاصلون على الاقامه الطبية في الولايات الماحده ومؤهلات ABPN).

## وصلات خارجية
- جمعية الطب النفسي الأمريكية
- دورية العلاج النفسي الاكلينيكي
- الكلية الملكية للأطباء النفسيين
- الكلية الملكية الاستراليه والنيوزيلنديه للأطباء النفسيين